# Futabasha
Futabasha Publishers Ltd. (株式会社双葉社, Kabushiki Gaisha Futabasha), é uma editora japonesa com sede em Shinjuku, Tóquio, Japão.

## Revistas publicadas pela Futabasha
- &home
- Action Pizazz (アクション ピザッツ)
- Comic High! (コミックハイ！)
- JILLE
- EX Taishū (EX大衆)
- Jour Sutekina Shufutachi (JOURすてきな主婦たち)
- Monthly Manga Town (月刊まんがタウン)
- Men's YOUNG (メンズヤング)
- Pachinko Kōryaku Magazine (パチンコ攻略マガジン)
- Photokon Life (フォトコンライフ)
- Shōsetsu Suiri (小説推理)
- erro em {{japonês}}: Texto em japonês ou romaji necessário (ajuda)
- Soccer Hihyō (サッカー批評)
- Manga Action (漫画アクション)
- Bravo Ski
- Comic Seed!
- Futabasha Web Magazine
- Manga Action ZERO
- Tōji Rō
- Getter Robot Saga

## Mangás publicados pela Futabasha
- Crayon Shin-chan
- Kodomo no Jikan
- Old Boy
- Girl Friends
- Hana to Hina wa Hōkago ("Hana and Hina after school")